# 孟庆闻
孟庆闻（1926年11月8日—2007年4月13日），女，江苏常州人，中国水产养殖与鱼类学家、水产教育家，曾任上海水产学院院长、教授，兼任中国水产学会理事长，九三学社第七、八届中央委员和上海市副主任委员，第六、七、八届全国政协委员，《中国动物志》编委等。

## 主要学术著作
- 专著或主编：
  - 《中国动物志 圆口纲 软骨鱼纲》，朱元鼎、孟庆闻主编，科学出版社，2000年，ISBN 9787301273593 [9]
  - 《鱼类分类学》，孟庆闻、苏锦祥[註 1]、缪学组，中国农业出版社，1995年，ISBN 9787109019881
  - 《鱼类学实验指导》，孟庆闻、李婉端、周碧云，中国农业出版社，1995年，ISBN 9787109035676
  - 《鱼类比较解剖》，孟庆闻、苏锦祥、李婉端，科学出版社，1987年
- 参与合著：
  - 《中国脊椎动物大全》[註 2]，刘明玉、解玉浩、季达明主编（副主编：高忠信、李思忠、高玮、温世生、方荣盛），辽宁大学出版社，2000年，ISBN 7561039042
  - 《中国鱼类系统检索》，成庆泰、郑葆珊主编，科学出版社，1987年 [11]
  - 《东海鱼类志》 （页面存档备份，存于），朱元鼎、張春霖、成庆泰主编，科学出版社，1963年 [12]
- 译著 （与苏锦祥合译）：
  - 《世界的鱼类: 科的检索表和科的名录》，G. U.  林德贝格，农业出版社，1985年